# Jaroslaw Wynokur
Jaroslaw Jurjewytsch Wynokur (ukrainisch Ярослав Юрьевич Винокур; engl. Transkription: Yaroslav Vynokur; * 6. Juni 1974 in Odessa, Ukrainische SSR) ist ein ehemaliger ukrainischer Billardspieler, der vor allem in der Billardvariante Russisches Billard aktiv war. Er wurde 2003 und 2011 Weltmeister in der Freien Pyramide und 2005 Europameister. Zudem wurde er 2008 und 2009 ukrainischer Meister in der Dynamischen Pyramide sowie 2011 in der Poolbillarddisziplin 10-Ball.

## Karriere

### Russisches Billard
Wynokur begann im Alter von 14 Jahren mit dem Billardspielen. 2001 zog er bei der Weltmeisterschaft in der Freien Pyramide ins Finale ein, in dem er dem Kasachen Kanybek Sagyndykow mit 4:7 unterlag. Bei der WM 2002 schied er hingegen im Achtelfinale gegen Rustam Kerimow aus. Bei der Europameisterschaft desselben Jahres gelangte er ins Endspiel und verlor mit 5:7 gegen Wladimir Petuschkow. Im Mai 2003 erreichte er zum zweiten Mal das Finale der Weltmeisterschaft und traf dort auf den Russen Jewgeni Stalew, gegen den er in der Vorrunde mit 2:4 verloren hatte. Im Endspiel setzte sich Wynokur nach einem 0:3-Rückstand mit 7:5 durch und wurde als erster Ukrainer Weltmeister im Russischen Billard. Er ist zudem der einzige Ukrainer, der den Titel in der Freien Pyramide gewann. Zwei Monate später erreichte er das Finale des Baltic Cups und unterlag dort Kanybek Sagyndykow. Bei der EM 2003 schied er im Halbfinale gegen den späteren Europameister Kirill Anischtschenko aus. 2004 erreichte er das Viertelfinale der Europameisterschaft sowie das Achtelfinale des Asien-Cups. Bei der WM 2004 schied er in der Runde der letzten 16 gegen Pawel Mechowow aus.
Ende Mai 2005 wurde Wynokur durch einen 7:6-Finalsieg gegen Seymur Məmmədov Europameister in der Freien Pyramide. Wenig später gewann er durch einen 7:5-Sieg gegen seinen Landsmann Oleksandr Palamar den Asien-Cup. Im Oktober gelang ihm sein erster Europacupsieg, als er beim Turnier in Chișinău den Moldawier Widschai Drangoi im Endspiel besiegte. Beim Finalturnier des Europacups 2005 schied er im Halbfinale aus. Bei der WM 2005 erreichte er das Achtelfinale. 2006 schied Wynokur bei der EM und beim Asien-Cup als Titelverteidiger im Viertelfinale aus. Im Oktober 2006 wurde er beim Weltpokal in der Dynamischen Pyramide Fünfter. Wenige Wochen später erreichte er bei der Weltmeisterschaft in der Freien Pyramide das Viertelfinale, in dem er sich dem Russen Eduard Galijanz geschlagen geben musste.
Im März 2007 gewann Wynokur zum zweiten Mal ein Europacupturnier. Bei der EM 2007 erreichte er das Achtelfinale. Im Oktober 2007 zog er bei der erstmals ausgetragenen Weltmeisterschaft in der Dynamischen Pyramide ins Achtelfinale ein und unterlag Widschai Drangoi. Wenig später schied er auch bei der Freie-Pyramide-WM in der Runde der letzten 16 aus. Im Februar 2008 nahm er zum ersten Mal an der Weltmeisterschaft in der Kombinierten Pyramide teil und zog mit sechs Siegen in Folge ins Endspiel ein, in dem er sich jedoch dem Kasachen Älichan Qaranejew mit 0:6 geschlagen geben musste. Im September 2008 wurde er im Finale gegen Oleksandr Palamar ukrainischer Meister in der Dynamischen Pyramide. Wenig später wurde er nach einer Finalniederlage gegen Jewhen Palamar Vizemeister in der Freien Pyramide. Bei der WM in der Freien Pyramide schied er 2008 bereits in der Runde der letzten 32 aus, wie im Vorjahr gegen Andrei Larionow.
Anfang 2009 verlor er im Viertelfinale der Kombinierte-Pyramide-WM nur knapp gegen den späteren Weltmeister Aues Jeljubajew (4:5). Im September gelang ihm bei der ukrainischen Meisterschaft in der Dynamischen Pyramide die Titelverteidigung. Wenig später erreichte er in der Freien Pyramide das Halbfinale der Europameisterschaft und das Achtelfinale der Weltmeisterschaft. Bei der WM in der Kombinierten Pyramide 2010 schied er im Achtelfinale aus. Bei der ukrainischen Meisterschaft in der Dynamischen Pyramide verlor er nach seinen beiden Titelgewinnen in den Jahren zuvor nun bereits im Achtelfinale gegen Jewhen Palamar. Im Oktober 2010 schied er bei der WM in der Freien Pyramide in Willingen erstmals bereits in der Vorrunde aus. Einen Monat später zog er ins EM-Finale ein, das er mit 2:7 gegen Andrei Freise verlor.
Im Februar 2011 schied Wynokur bei der WM in der Kombinierten Pyramide im Sechzehntelfinale aus. Nachdem er bei der EM 2011 bereits in der Vorrunde ausgeschieden war, gelang ihm im Oktober in Kiew zum dritten Mal der Einzug ins Finale der Weltmeisterschaft in der Freien Pyramide. Er besiegte den Armenier Armen Gabrielian mit 7:3 und wurde nach 2003 zum zweiten Mal Weltmeister. Mit 37 Jahren, 4 Monaten und 17 Tagen ist er der älteste Weltmeister im Russischen Billard. Im folgenden Jahr nahm er zum letzten Mal an Weltmeisterschaften im Russischen Billard teil: Er erreichte in der Kombinierten Pyramide das Sechzehntelfinale und schied in der Freien Pyramide nach 0:5-Niederlagen gegen Zuxriddin Hoshimov und Santeri Saarinen in der Vorrunde aus.

### Poolbillard
Im Dezember 2009 nahm Wynokur am 14/1-endlos-Wettbewerb der ukrainischen Poolbillard-Meisterschaft teil und schied sieglos aus. Im November 2011 zog er beim ukrainischen 9-Ball-Pokal ins Finale ein, in dem er mit 2:8 gegen Artem Koschowyj verlor. Im Dezember blieb er bei den Treviso Open, seiner ersten Euro-Tour-Teilnahme, sieglos. Wenig später gewann er bei der ukrainischen Meisterschaft seine ersten Medaillen: Er belegte den dritten Platz im 9-Ball und wurde durch einen 8:5-Finalsieg gegen Leonid Klischtschar ukrainischer Meister im 10-Ball. 2012 erreichte er auf der Euro-Tour bei den Austria Open und bei den North Cyprus Open den 49. Platz. Bei der ukrainischen Meisterschaft 2012 verlor er das 14/1-endlos-Finale mit 14:100 gegen Artem Koschowyj. Im 8-Ball und im 10-Ball gewann er die Bronzemedaille. 2015 erreichte er beim 9-Ball-Wettbewerb des Derby City Classics den 36. Platz.
Im September 2018 nahm er an einem Turnier der Diamond Pool Tour in Las Vegas teil und erreichte den vierten Platz.

### Snooker
Bei der ukrainischen Snooker-Meisterschaft schied Wynokur 2004 sieglos in der Vorrunde aus. 2011 erreichte er das Halbfinale, in dem er dem späteren Turniersieger Alan Trigg mit 0:3 unterlag.

## Erfolge
- Freie-Pyramide-Weltmeister: 2003, 2011
- Freie-Pyramide-Europameister: 2005
- Asien-Cup: 2005
- Europacup: 2005/4, 2007/2
- Ukrainischer Meister (Dynamische Pyramide): 2008, 2009
- Ukrainischer 10-Ball-Meister: 2011

## Teilnahmen an Weltmeisterschaften
| Disziplin            | 1999              | 2000              | 2001              | 2002              | 2003              | 2004              | 2005              | 2006              | 2007 | 2008              | 2009              | 2010              | 2011              | 2012 |
| -------------------- | ----------------- | ----------------- | ----------------- | ----------------- | ----------------- | ----------------- | ----------------- | ----------------- | ---- | ----------------- | ----------------- | ----------------- | ----------------- | ---- |
| Freie Pyramide       | ?                 | ?                 | F                 | A                 | S                 | A                 | A                 | V                 | A    | L32               | A                 | R                 | S                 | R    |
| Dynamische Pyramide  | nicht ausgetragen | nicht ausgetragen | nicht ausgetragen | nicht ausgetragen | nicht ausgetragen | nicht ausgetragen | nicht ausgetragen | nicht ausgetragen | A    | nicht ausgetragen | nicht ausgetragen | nicht ausgetragen | nicht ausgetragen | –    |
| Kombinierte Pyramide | nicht ausgetragen | nicht ausgetragen | nicht ausgetragen | nicht ausgetragen | nicht ausgetragen | nicht ausgetragen | nicht ausgetragen | nicht ausgetragen | –    | F                 | V                 | A                 | L32               | L32  |
| Quelle:              |                   |                   |                   |                   |                   |                   |                   |                   |      |                   |                   |                   |                   |      |

| Legende | Legende                               |
| ------- | ------------------------------------- |
| S       | Sieger                                |
| F       | Finalist                              |
| HF / H  | Halbfinalist                          |
| VF / V  | Viertelfinalist                       |
| AF / A  | Achtelfinalist                        |
| LX      | Niederlage in der Runde der letzten X |
| R2      | Niederlage in Runde 2                 |
| R       | Vorrundenaus/Niederlage in Runde 1    |
| –       | nicht teilgenommen                    |
| n. a.   | nicht ausgetragen                     |

## Sonstiges
Wynokur ist Miteigentümer eines Billardlokals in Odessa.